# Ib Madsen
Ib Henning Madsen (Kopenhagen, 12 de abril de 1942) é um matemático dinamarquês. É especialista em topologia.
Obteve um doutorado em 1970 na Universidade de Chicago, com a tese On the Action of the Dyer-Lashof Algebra in H*sub3 (G) and H* (G/Top), orientado por John Coleman Moore.
Foi palestrante convidado do Congresso Internacional de Matemáticos em Helsinque (1978: Spherical Space Forms) e em Madrid (2006: Moduli spaces from a topological viewpoint).

## Obras
- com Jørgen Tornehave: From Calculus to Cohomology: de Rham Cohomology and Characteristic Classes, Cambridge University Press 1997
- com R. James Milgram: Classifying spaces for surgery and cobordism of manifolds, Princeton University Press 1979
- Smooth spherical space forms, in: Geometric applications of Homotopy Theory I, Lecturenotes in Mathematics, Bd.657, 1978 (Proceedings, Evanston 1977)